# Vacato
En la liturgia romana vacato es una expresión aplicada a ciertos domingos del año, cuando en ellos no se hace oficio ni memoria.
Esto ocurre en el domingo que cae en la fiesta de la Natividad del Señor y en los tres días siguientes, en cuyo caso ninguna mención aparece en las Misas ni en el Oficio relativos al domingo, pero se traslada su rezo al 30 de diciembre en el Calendario general o al primero libre en los particulares.
También llevaba este nombre el domingo entre Circuncisión y Epifanía, el cual tampoco tenía memoria particular en cuanto domingo, pues se celebraba el dulce nombre de Jesús desde las reformas de Pío X, o la solemnidad de Circuncisión o Epifanía; el Oficio de dicho domingo se decía el 5 de enero, vigilia de Epifanía.